# Cerkiew Trójcy Świętej w Witebsku
Cerkiew Trójcy Świętej (biał. Царква Святой Тройцы у Віцебску) – nieistniejąca cerkiew prawosławna w Witebsku na Pieskawaciku (Пескавацік). W odróżnieniu od monasteru Świętej Trójcy zwana była „czarną”.

## Historia
Istniała od XVIII w. do I połowy XX w. Została zbudowana z drewna w 1761 r. środkami kasztelana Tadeusza Ogińskiego na miejscu starej cerkwi, znanej z inwentarzy z 1618 r. W 1927 r. zapadł się spróchniały ze starości dach. Od tamtego czasu budynek nie był odnawiany.

## Galeria

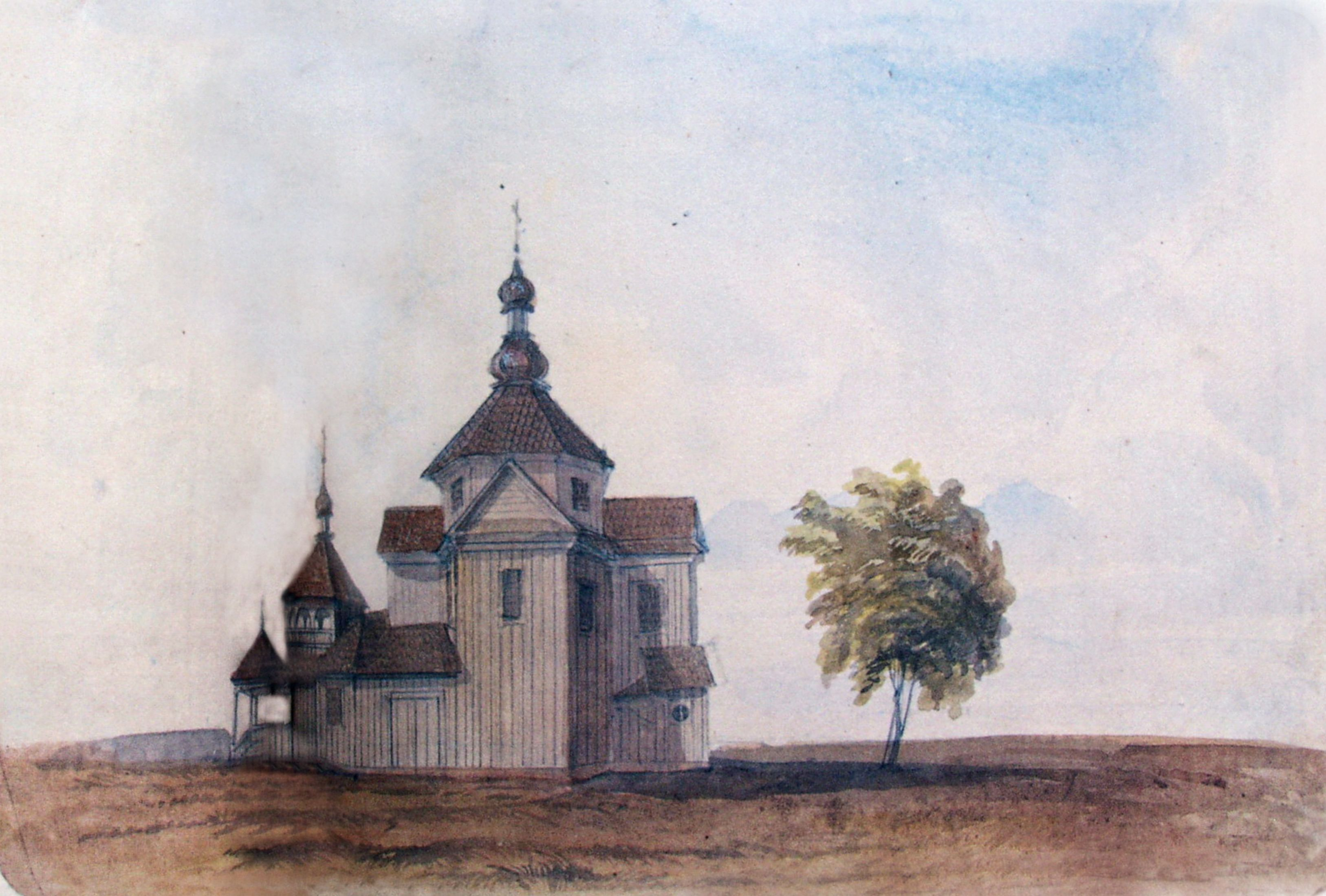
Cerkiew na obrazie Dmitrija Strukowa w 1864 r.
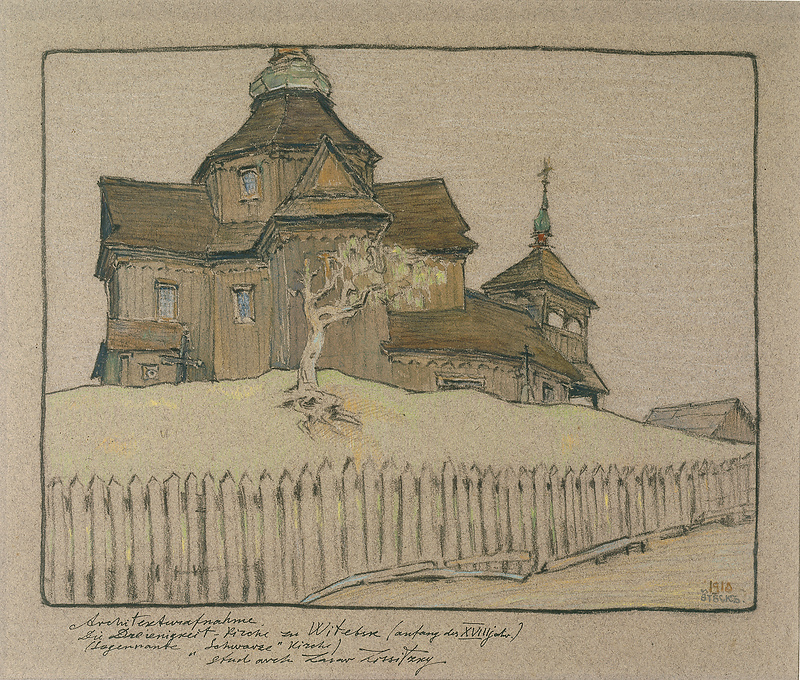
Cerkiew na obrazie El Lisickiego w 1910 r.
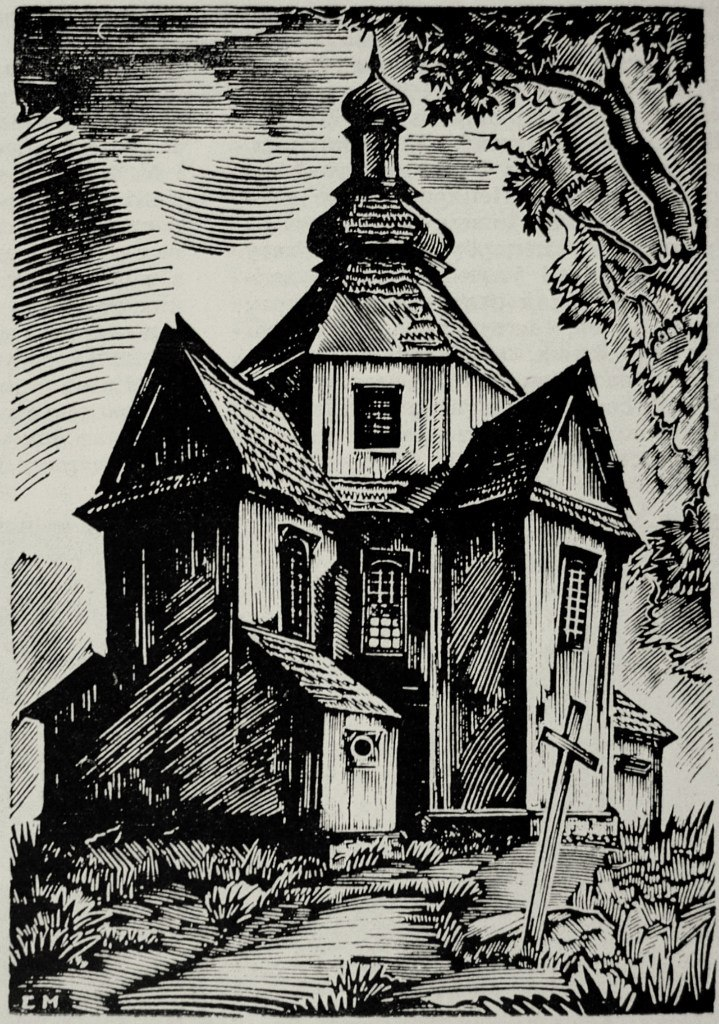
Cerkiew na obrazie Jafima Minina z 1928 r.
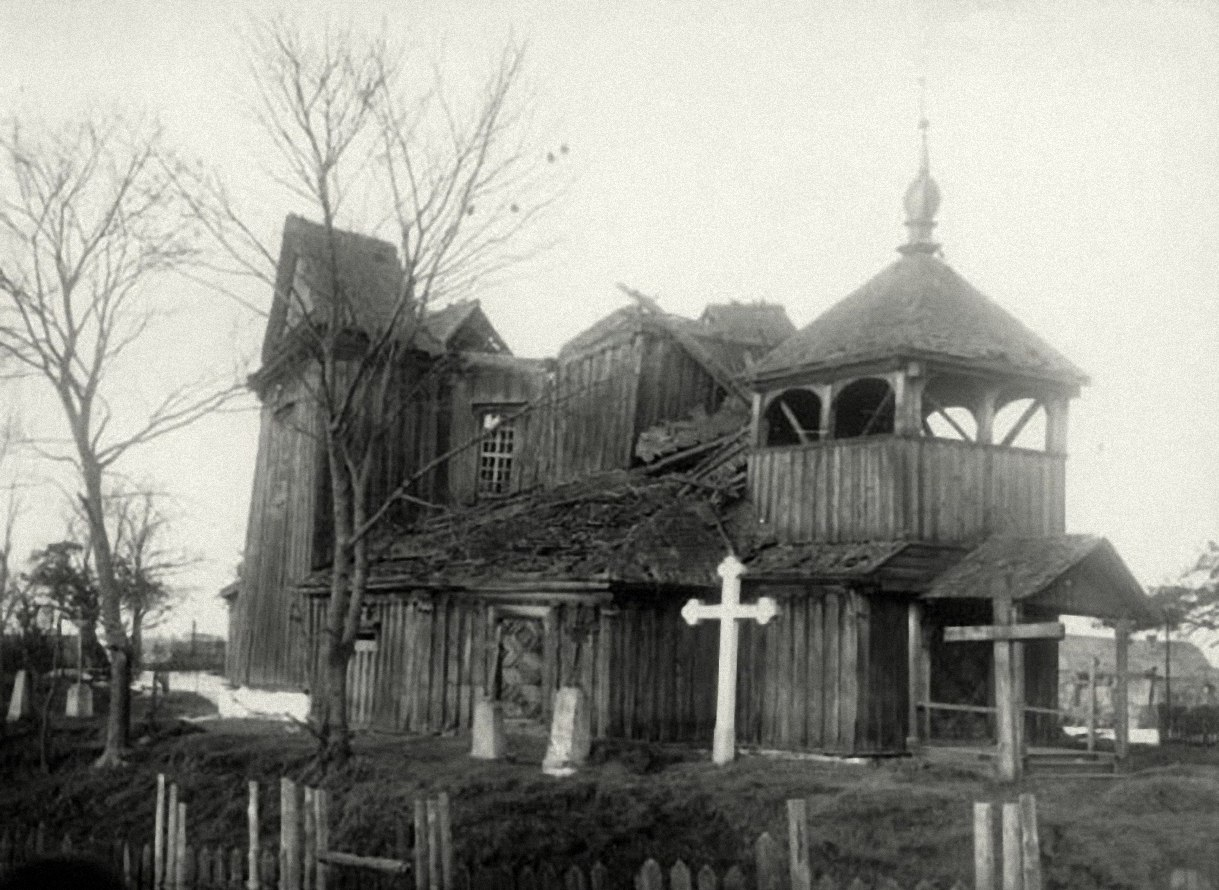
Zapadnięty dach 2 kwietnia 1927 r.